# Thalassoma lunare
Thalassoma lunare (Linnaeus, 1758), conosciuto comunemente come labride verde e blu, è un pesce d'acqua salata appartenente alla famiglia Labridae.

## Distribuzione e habitat
Questa specie è diffusa nel mar Rosso e nelle parti tropicali dell'Indo-Pacifico, dalle coste tropicali dell'Africa orientale fino alla Nuova Zelanda.
Vive nelle barriere coralline.

## Descrizione
Il corpo è allungato, piuttosto compresso ai fianchi, il profilo dorsale percettibilmente arcuato, quello ventrale meno. La pinna caudale è larga, a delta e con i due estremi allungati. La pinna dorsale è bassa e lunga, così come l'anale, mentre la pinna pettorale è ampia e trapezoidale.

La livrea giovanile prevede una colorazione verdastra screziata da piccole macchie verticali rossastre, il ventre bianco e la testa verde striata di magenta. Le pinne sono quasi trasparenti, orlate debolmente di rosso e d'azzurro, la coda è trasparente. La livrea adulta è decisamente più viva: la testa è verde-azzurra con grosse zebrature rosse e magenta, gli stessi colori che screziano minutamente il lungo corpo verde. Alla radice del grosso peduncolo caudale vi è una macchia nera. La pinna dorsale ha un'anima magenta, orlata d'azzurro vivo mentre la pinna dorsale e quella anale, verdi, presentano entrambe due strisce orizzontali (una azzurra e una rossa) a media altezza.
Le pinne ventrali sono gialle, così come il centro della pinna caudale, orlata di verde e con le due estremità allungate rossastre o magenta.
Raggiunge una lunghezza massima di 25 cm.

## Biologia

### Riproduzione
Questa specie è ermafrodita protogina: gli esemplari giovani sono tutti di sesso femminile. Con il passare del tempo esse cambiano sesso diventando esemplari maschili a tutti gli effetti.

Sono documentati casi piuttosto comuni di ibridazione con Thalassoma rueppellii.

### Alimentazione
Si nutre di invertebrati e di uova di pesce.

### Predatori
È preda abituale di Synodus englemani e di Plectropomus leopardus.

## Acquariofilia
Il labride verde e blu è un pesce tranquillo, anche se in perenne movimento: può essere allevato solo da chi possiede acquari marini spaziosi. Gli acquari pubblici lo ospitano spesso nelle vasche di barriera corallina.